# Kleindiep (Oosterwolde)
Het Kleindiep (Fries: Lyts Djip) is een riviertje ten westen van Oosterwolde (Friesland). Het is ongeveer 5 kilometer lang. Vroeger had het water een vrije loop, maar het is in de loop der tijd gekanaliseerd en veranderd in een brede sloot met natuurlijke stuwen. Hierdoor kunnen vissen migreren.
Het water ontsprong ten zuidwesten van Oosterwolde, maar door de uitbreiding van het dorp en de aanleg van de N381 is de oorspronkelijke bron verdwenen. Het water stroomt langs de buurtschap Laagduurswoude en mondt tussen Makkinga en Oosterwolde bij Lochtenrek uit in de Tsjonger.
Het voormalige openluchtzwembad in Oosterwolde lag ongeveer in/bij het vroegere begin en heette dan ook Klein Diep.